# Eielsonova letecká základna
Eielsonova letecká základna (anglicky Eielson Air Force Base; kód IATA je EIL, kód ICAO PAEI, kód FAA LID EIL) je vojenská letecká základna letectva Spojených států amerických nacházející se přibližně 42 kilometrů jihovýchodně od města Fairbanks na Aljašce. Je domovskou základnou 354. stíhacího křídla (354th Fighter Wing; 354 FW), které je podřízeno Velitelství vzdušních sil v Pacifiku (Pacific Air Forces; PACAF). Hlavním úkolem tohoto křídla je organizace a podpora desetidenního ostrého bojového cvičení amerických vzdušných sil s názvem „Red Flag – Alaska“ (česky „Rudá vlajka – Aljaška“), které se za mezinárodní účasti koná čtyřikrát do roka. To má za úkol simulovat případný střet s rozsáhlým nepřátelským vzdušným útokem a piloty má též naučit, jak lze nepřátelským letadlům účinně odříznout návratové trasy.
Tato základna byla zprovozněna v roce 1943, tehdy pod názvem „Mile 26 Satellite Field“. Později byla pojmenována na počest letce a polárního průzkumníka Carla Bena Eielsona (1897–1929).